# Probezzia albiventris
Probezzia albiventris är en tvåvingeart som först beskrevs av Friedrich Hermann Loew 1861.  Probezzia albiventris ingår i släktet Probezzia och familjen svidknott. Inga underarter finns listade i Catalogue of Life.